# Nottingham Trent University
Nottingham Trent University (NTU) je britská veřejná vysoká škola se sídlem v Nottinghamu.
Vznikla v roce 1992 z Trent Polytechnic (resp. Nottingham Polytechnic). Je šestnáctou největší univerzitou ve Velké Británii (z celkového počtu 165). Podle novin The Guardian jde v zemi o školu s nejšetrnějším přístupem k životnímu prostředí. Mezinárodní žebříček QS World University Ranking zařadil NTU do kategorie 701+.
Kořeny školy sahají až do roku 1843, kdy byla vládou zřízena Nottingham Government School of Design, která v rámci univerzity stále existuje. Dnešní NTU vznikla postupným spojováním několika dalších škol v období mezi 50. a 70. lety 20. století.
V Česku její studijní programy licenčně vyučují na Metropolitní univerzitě v Praze. V minulosti (do roku 2018) byl její studijní program vyučován také na soukromé vysoké škole B.I.B.S. v Brně. Čeští absolventi dostávají plnohodnotný britský vysokoškolský diplom.